# Иван Павлов (футболист)
Вижте пояснителната страница за други личности с името Иван Павлов.
Иван Павлов (познат на футболната общественост с прякора си Швайца) е български футболист, полузащитник, състезател на ФК Сливнишки герой (Сливница).

## Кратка спортна биография
От януари 2012 година е в отбора на ФК Сливнишки герой (Сливница).
Започва своята състезателна кариера в ДЮШ на ПФК ЦСКА (София) през 1993 година, като преминава постепенно през всички възрастови групи на „червеният“ клуб, преди да подпише договор с първия състав през 2002 година.
През 2003 година разтрогва с ЦСКА, и преминава в отбора на ПФК Спартак (Варна), където е привлечен от тогавашния шеф в клуба Николай Ишков.
Докато е в ЦСКА и след преминаването в Спартак, редовно е част от Младежкият национален отбор, начело на който в тези години е Петър Миладинов . През 2004 година напуска тима, въпреки че има договор до 2005 година
След престоя ви във варненския Спартак играе за Пирин (Благоевград). През 2006 година е привлечен в редиците на ПФК Локомотив (София) и играе за отбора в продължение на два сезона, след което преминава в съименника им от Мездра.
Завръща се в Спартак (Варна), след което играе за Доростол, но разтрогва с тима в края на 2011 година.
Привлечен от Венцислав Рангелов в отбора на ФК Сливнишки герой (Сливница) през януари 2012 година, където се разчита на неговите качества на плеймейкър в средата на терена, за да помогне на отбора от Сливница в Западната Б ПФГ.